# Chiesa di Sant'Egidio (Scurcola Marsicana)
La chiesa di Sant'Egidio è un edificio di culto cattolico di Scurcola Marsicana, in provincia dell'Aquila e diocesi di Avezzano.

## Storia
L'edificio di culto originario risale con ogni probabilità all'XI secolo, periodo in cui l'ordine di San Benedetto favorì la costruzione di diverse chiese nella Marsica. Inizialmente venne utilizzata come chiesa-ricovero per i fedeli viandanti che attraverso l'originario tracciato della via Valeria raggiungevano Roma.
Citata nella bolla pontificia del 1188 di Papa Clemente III tra i possedimenti della diocesi dei Marsi guidata dal vescovo Eliano, ospitò successivamente san Bernardino da Siena in una delle sue missioni di predicatore. L'evento si verificò nel 1438, anno in cui il santo venne nominato vicario generale dei francescani.
Nel XVI secolo la chiesa, precedentemente in possesso all'abbazia di Santa Maria della Vittoria, passò sotto la gestione della Santissima Trinità, chiesa madre di Scurcola, successivamente elevata a collegiata. Alla fine del Cinquecento venne restaurata e consolidata.
Nel 1605 iniziò la gestione dei frati carmelitani che giunsero in parte dalla chiesa della Madonna del Carmine di Celano.
Lesionata dal terremoto del 24 febbraio 1904 con epicentro a Rosciolo dei Marsi, fu gravemente danneggiata dal sisma della Marsica del 1915. Restaurata a cominciare dal 1967 fu riaperta al culto nel 1971.

## Descrizione
L'edificio religioso di piccole dimensioni presenta un'unica navata. A pianta rettangolare, internamente si caratterizza per i tre altari, di cui due laterali risalenti alla fine del XVI secolo. Dietro l'altare maggiore si trova la statua della Madonna col Bambino.
Su una parete laterale si trova la finestra monofora in stile gotico.
Nella facciata in pietra risaltano il portale rinascimentale, impreziosito lateralmente dalle colonne tortili, e il rosone sovrastante. Il campanile a vela è collocato posteriormente.